# 村松保利
村松 保利（むらまつ やすとし、1971年9月3日 - ）は、愛知県岡崎市出身の元俳優。ネオ・エージェンシーに所属していた。東京ドール取締役会役員。

## 人物
愛知県立岡崎高等学校、駒澤大学駒澤キャンパス国文学科出身。
身長165cm。体重55kg。
趣味は絵画、プラモデル。特技はアクション、殺陣、日本空手道不動会（二段）。

## 出演作品

### テレビドラマ

#### 日本テレビ
- あぶない刑事フォーエヴァー（1998年）
- 水曜ドラマ / 天使が消えた街（2000年）
- 土曜ドラマ / ナースマンがゆく 第6話（2004年） - MR

#### TBS
- ウルトラマンガイア 第22話（1999年）
- 月曜ドラマスペシャル→月曜ミステリー劇場
  - 万引きGメン・二階堂雪 第5作（2000年）
  - 長く孤独な誘拐（2004年） - 秘書
  - 陰の季節 第4作（2002年） - 記者
- 新春ヒューマンドラマスペシャル / 17年目のパパへ（2001年）

#### フジテレビ
- いのちの器（1998年）
- 金曜エンタテイメント
  - えなりかずきの少年探偵 事件でござる 第1作（2002年） - 記者
  - 浅見光彦シリーズ（中村俊介版） 第16作（2003年） - 記者
- 世にも奇妙な物語 春の特別編「殺し屋ですのよ」 （2004年） - 医師
- 貫太ですッ! 第30話（2003年） - アナウンサー
- アットホーム・ダッド 第10話（2004年） - 印刷会社の男
- 不機嫌なジーン 第2話（2005年） - ディレクター
- 救命病棟24時 第3シリーズ 第3話（2005年） - 記者
- 曲がり角の彼女 第3話（2005年） - ホテルのスタッフ
- 緋の十字架 第51話（2005年） - 刑事
- Ns'あおい KARTE 2（2006年） - 医師

#### テレビ朝日
- はみだし刑事情熱系 PART5 第11話（2000年）
- 恋人はスナイパー（2001年）
- スーパー戦隊シリーズ
  - 爆竜戦隊アバレンジャー 第1話（2003年） - アナウンサー
  - 特捜戦隊デカレンジャー Episode.42（2004年） - 天文台の研究員
- 金曜ナイトドラマ
  - 独身3!! 第3話（2003年） - 救急隊員
  - 霊感バスガイド事件簿 第4話（2004年） - 記者
  - ああ探偵事務所 第1話（2004年） - 巡査
  - 特命係長 只野仁 2ndシーズン 第12話（2005年） - 佐野
- 土曜ワイド劇場 / 仮釈放の女（2005年） - 山田一夫

#### テレビ東京
- ドゥニチラヴ episode7（2003年） - 男
- ドラマ24 / 嬢王 第1部 第4話（2005年） - 客

#### 名古屋テレビ
- ダムド・ファイル シーズンIII file No.0028（2003年） - 吉田慎二

#### NHK衛星第二テレビジョン
- 衛星ドラマ劇場 / ゲームの達人（2000年）

### テレビ番組
- こたえてちょーだい!（2001年、フジテレビ）
- ウルトラショップ（2002年、日本テレビ）

### 映画
- SAMOURAIS（仏映画）
- 今日から俺は!!（1994年、東映）
- 犬、走る DOG RACE（1998年、東映）
- 英二（1999年、東映）
- 修羅がゆく（2000年、ナック）
  - 修羅がゆく12 北九州死闘篇
  - 修羅がゆく13 完結篇
- 凶気の桜（2002年、東映）
- やくざの詩 OKITE 掟（2003年、東映）
- 座頭市（2003年、松竹） - 雨の中で歌うヤクザ

### Vシネマ
- 静かなるドン（ケイエスエス）
  - 静かなるドン4（1993年）
  - 新・静かなるドン6（1998年）
- 今日から俺は!!（1993年、東映Vシネマ）
- となりの凡人組2（1994年、ケイエスエス）
- ビー・バップ・ハイスクール（1996年、東映Vシネマ）
- 新・男樹1、2（1997年、ミュージアム）
- 組織暴力 流血の抗争（1999年、東映Vシネマ）
- 実録シリーズ（プレイビル・ドーダサービス）
  - 実録・土佐游侠外伝 鯨道
    - 実録・土佐遊興外伝 鯨道 青春篇（2000年）
    - 実録 鯨道7 伝説のヤクザ武闘列伝（2001年）
    - 実録 広島やくざ抗争史 鯨道 10 総完結篇（2002年）
    - 実録 鯨道 12 広島烈侠伝 悪魔の大西政寛（2003年）

  - 実録・日本やくざ列伝 義戦 昇華編（2001年）
- 侠道（2000年、東映ビデオ）
  - 侠道3
  - 侠道4
- あ・キレた刑事（2001年、東映Vシネマ)
- 東京フレンズ（2005年、avex）

### 舞台
- 第一回実験公演「朝に死す」（阿佐ヶ谷アルテ・パテオ）
- 第二回実験公演「彼女は行ってしまった」（阿佐ヶ谷アルテ・パテオ）
- ハニー・チャンネル（タイニイアリス）
  - 第1回公演｢傷男｣
  - 第2回公演｢少年ホップステップ｣

### CM
- パチスロ一撃帝王 「畑山篇」
- ロータスクラブ 「カートラブル篇」
- DELLコンピューター 「ビジネス篇」

### VP
- 氷組合
- ブリヂストン

### DVD
- NTT So-net